# Der Woroschilow-Schütze
Der Woroschilow-Schütze (russisch Ворошиловский стрелок Woroschilowski strelok) ist ein russischer Spielfilm des Regisseurs Stanislaw Goworuchin aus dem Jahr 1999.

## Handlung
Der Film basiert auf dem Roman „Das Mädchen für den Mittwoch“ von Wiktor Pronin.
Der verwitwete Rentner Iwan Fjodorowitsch Afonin, ein Veteran des Großen Vaterländischen Krieges und ehemaliger Eisenbahner führt ein bescheidenes Leben in einer kleinen Hochhauswohnung am Stadtrand. Mit ihm lebt seine liebste und einzige Enkelin Katja, eine 17-jährige Studentin.
Im Nachbarhaus wohnt Boris Tschuchanow, ein 25-jähriger Jungunternehmer, der durch den marktwirtschaftlichen Umbruch Russlands in den 1990er Jahren innerhalb kürzester Zeit reich geworden ist. In seiner Wohnung trifft er sich jeden Mittwochabend mit seinen Freunden Wadim Paschutin und Igor Sworygin und veranstaltet dort ein ausgiebiges Trinkgelage, am liebsten unter dem Beisein von Prostituierten. Der Mittwoch ist für das Trio der „Tag der sexuellen Freude“.
An einem der besagten Mittwoche bemerken die drei Männer, wie das Nachbarsmädchen Katja gerade vom Abendunterricht aus der Schule kommt. Vom Balkon aus verwickeln sie sie in ein Gespräch, bis Igor Sworygin – ein Mitschüler von Katja – nach unten geht und das Mädchen in die Wohnung einlädt. Als Vorwand behauptet Igor, dass sein Freund Boris Geburtstag habe. Die drei Männer versuchen Katja mit Sekt und Tequila abzufüllen, was nur bedingt gelingt. Als Katja beschließt, zu gehen, weil sie sich unwohl fühlt, wird sie von den drei Männern ins Schlafzimmer gezerrt und dort mehrfach brutal vergewaltigt. Nach der Vergewaltigung steckt Igor Katja 50 US-Dollar zu, damit sie „alles vergisst“ und fragt sie sogar, ob sie ihn nicht heiraten will. Katja, die in ihrem schrecklichen Gemütszustand die Wohnung von Boris verlässt, wirft die Geldscheine von Igor auf den Boden. Wadim schlägt Boris und Igor vor, sich eine Zeitlang zu verstecken, doch Boris denkt, dass ihnen nichts geschehen wird, da Katja außer ihrem Großvater keinen habe und sonst auch keine einflussreichen Personen kennt.
Als Katja nach Hause kommt, bricht sie vor der Wohnungstür zusammen. Ihr Großvater Iwan Fjodorowitsch erkennt an den Spuren (Blaue Flecke und Blutungen), die Katja trägt, dass sie von Boris und seinen Freunden vergewaltigt worden ist. Iwan Fjodorowitsch nimmt sich einen Hammer und möchte gerade zur Wohnung von Boris Tschuchanow gehen, um seine Enkelin zu rächen, da wird er von seinem Freund Alexei Podberjoskin, einem Oberleutnant der Miliz, der als Abschnittsbevollmächtigter in seiner Wohngegend arbeitet, aufgehalten. Podberjoskin rät Iwan Fjodorowitsch von jeglicher Selbstjustiz ab und verständigt umgehend seine Kollegen von der Miliz.
Die Milizionäre fahren mit Blaulicht zur Wohnung von Boris Tschuchanow, treten die Tür ein, verteilen alle drei Männer in verschiedene Zimmer und verhören sie. Die Vergewaltiger erklären den Milizionären, dass „alles im Einvernehmen“ passiert sei und dass Katja schon davor mit allen möglichen Männern ins Bett gegangen sei. Doch die Milizionäre unter Leitung von Hauptmann Koschajew bringen die Vergewaltiger, teilweise unter Anwendung von physischer Gewalt, zu einem Geständnis. Dann erscheint jedoch Nikolai Petrowitsch Paschutin, der Vater von Wadim Paschutin, einem der Vergewaltiger. Nikolai Paschutin ist Oberst der Miliz. Paschutin bittet Hauptmann Koschajew darum, den Fall ihm zu überlassen, doch Koschajew bleibt hart und schickt die Männer in Arrest. Schon am nächsten Tag werden die drei Männer wieder auf freien Fuß gesetzt und die Staatsanwaltschaft stellt das Verfahren ein, da nach Ansicht der Justizorgane keine Anhaltspunkte für ein Verbrechen ersichtlich sind (Katja lehnte aus Scham eine medizinische Untersuchung ab und wusch die Spuren der Vergewaltigung weg). Das Geständnis, welches die drei Vergewaltiger abgelegt haben, wird nachträglich für unwirksam erklärt, weil es unter Anwendung von Gewalt zustande gekommen ist.
Katjas Großvater Iwan Fjodorowitsch erkennt schließlich, dass auf dem Rechtswege keine Gerechtigkeit wiederherzustellen ist. Er beschließt, die Vergewaltiger anders zu bestrafen. Für 5000 US-Dollar verkauft Iwan Fjodorowitsch seine alte Datscha im Dorf an einen befreundeten Bankier. Der Rentner fährt mit dem Zug nach Moskau und kauft sich auf dem dortigen Schwarzmarkt ein sowjetisches Dragunow-Scharfschützengewehr mit Schalldämpfer. Beim Testen der Waffe trifft Afonin Ziele so genau, dass ihn einer der Händler entzückt als „Woroschilow-Schütze“ bezeichnet. Es stellt sich heraus, dass der betagte Mann im Zweiten Weltkrieg als Scharfschütze gekämpft hat und daher hervorragend zielen kann.
Als Iwan Fjodorowitsch in Moskau war, kam seine Tochter, Katjas Mutter Olga, zu Besuch. Olga hat nur Geld im Kopf, ständig wechselnde Lebenspartner und neigt zur Alkoholsucht. Diesmal hat sie einen deutlich jüngeren, aus dem Kaukasus stammenden Freund namens Dawid. Katjas Mutter reagiert überraschend locker auf die Vergewaltigung ihrer Tochter. Sie meint sogar, dass man von Nikolai Paschutin, dem Vater des Vergewaltigers Wadim, eine stattliche Abfindungssumme eintreiben könnte. Dies hat Iwan Fjodorowitsch sehr wütend gemacht, woraufhin er seine Tochter Olga und ihren Freund Dawid aus der Wohnung wirft.
In der kommenden Nacht nimmt Iwan Fjodorowitsch die Schlüssel von der Wohnung seiner Nachbarin, die zwei Etagen höher wohnt. Die Schlüssel hat die Nachbarin ihm überlassen, weil sie für drei Wochen ins Dorf gefahren ist und jemanden gebraucht hat, der ihre Papageien füttert. Iwan Fjodorowitsch betritt die Wohnung seiner Nachbarin und stellt fest, dass man von der Wohnung aus sehr gut in die Wohnung des Vergewaltigers Boris Tschuchanow einsehen und zielen kann.
Am kommenden Mittwoch, als die drei Männer sich abermals zu ihrem Trinkgelage eingefunden haben, geht Iwan Fjodorowitsch in die Wohnung seiner Nachbarin und platziert das Scharfschützengewehr vor dem Fenster. Er sieht, dass Igor Sworygin gerade eine Flasche Sekt öffnet und sie dabei zwischen seinen Beinen hält. Iwan Fjodorowitsch drückt ab und die Kugel trifft Igor Sworygin genau zwischen den Beinen. Igor ist nicht mehr zu helfen, er bleibt für sein Leben lang kastriert.
Eine Woche später übt Iwan Fjodorowitsch Rache an Boris Tschuchanow. Boris hat gerade einen 5er BMW aus Litauen importiert und prahlte damit vor der Nachbarschaft. Als Boris sich ans Steuer seines neuen BMW setzt, schießt Iwan Fjodorowitsch in seinen Benzintank. Das Auto fängt explosionsartig an zu brennen, während Boris sich im letzten Moment retten kann. Doch er erleidet schwere Verbrennungen am Rücken, am Gesäß und im Schambereich. Er bleibt, wie sein Freund Igor Sworygin, für den Rest seines Lebens behindert. Das Auto brennt vollständig aus.
Währenddessen versucht Iwan Fjodorowitsch, seiner Enkelin gegenüber fürsorglich zu sein. So kocht er ihre Leibspeise Pelmeni und verwöhnt sie, wo er nur kann. Auch der Milizionär Podberjoskin, der auch mit Katja gut befreundet ist, besucht sie manchmal. Katja geht es langsam wieder besser.
Der Miliz-Oberst Nikolai Petrowitsch Paschutin, der Vater von Wadim, versteht, dass es sich bei den Unglücken nicht um Zufälle handeln kann. Der Oberst entdeckt, dass das Sofa, auf dem Igor saß, ein deutliches Einschussloch hatte. Er informiert seinen Sohn darüber und macht seinem Sohn Angst, dass er am kommenden Mittwoch für das nächste Opfer an der Reihe ist. Vor diesem Hintergrund beginnt Wadim eine unkontrollierbare Paranoia zu entwickeln. Nikolai Paschutin versteht auch, dass Katjas Großvater Iwan Fjodorowitsch ein starkes Motiv haben könnte, diese Taten zu begehen. Paschutin besorgt sich einen Durchsuchungsbefehl für die Wohnung von Iwan Fjodorowitsch. Doch die Milizionäre finden in seiner Wohnung weder Waffen noch Munition. Als die Nachbarin von Iwan Fjodorowitsch von ihrem Dorfurlaub zurückkehrt, wird auch ihre Wohnung durchsucht. Dabei wird Iwan Fjodorowitsch zunehmend nervös, weil er die Waffe in der Wohnung der Nachbarin deponiert hat. Als die Milizionäre den Schrank öffnen, in dem er die Waffe verstaut hatte, war sie plötzlich weg. Die Hausdurchsuchung bleibt erfolglos. Doch Nikolai Paschutin droht Iwan Fjodorowitsch damit, dass er sich absolut sicher ist, dass Iwan Fjodorowitsch für all das verantwortlich ist. Und sollte seinem Sohn Wadim was passieren, dann wird Paschutin alles tun, um Iwan Fjodorowitsch zu kriegen. Doch Iwan Fjodorowitsch bleibt ruhig und sagt: „Zu spät. Mit ihm ist schon was passiert“. Als Nikolai Paschutin sich daraufhin voller Panik auf den Weg zur Wohnung von Tschuchanow macht, beendet Iwan Fjodorowitsch seinen Satz: „Natürlich ist mit ihm was passiert. Wenn er solche Dinge macht, dann ist mit ihm schon vor langer Zeit etwas passiert“.
Nikolai Paschutin klopft gegen die Tür, doch niemand antwortet. Als er die Tür aufbricht, bekommt Nikolai Paschutin eine Kugel in den Bauch. Als die Milizionäre die Wohnung stürmen, sitzt Wadim Paschutin mit einem Gewehr hinter dem Kühlschrank und lacht hysterisch. Die Milizionäre nehmen ihm das Gewehr weg. Er wird vom Notarzt mitgenommen und später an eine psychiatrische Anstalt verwiesen.
Als Iwan Fjodorowitsch am nächsten Tag durch die Hochhaussiedlung spaziert, wird er von seinem Freund, dem Milizionär Podberjoskin angehalten. Podberjoskin zeigt Iwan Fjodorowitsch das Scharfschützengewehr, mit dem er geschossen hat. Podberjoskin „konfisziert“ das Gewehr inoffiziell und bittet Iwan Fjodorowitsch darum, nach Hause zu gehen und keine Dummheiten mehr zu machen. Es stellt sich heraus, dass Podberjoskin in der Wohnung der Nachbarin war und das Gewehr kurz vor der Hausdurchsuchung entwendet hatte.
Iwan Fjodorowitsch geht in seine Wohnung zurück. Als er durch die Tür reinkommt, hört er seine Enkelin Gitarre spielen und singen.

## Auszeichnungen
- Der Schauspieler Michail Uljanow, welcher die Rolle des Iwan Fjodorowitsch spielte, hat im Jahr 2000 einen Nika für die „beste männliche Rolle“ erhalten. Der Film war bei der Nika-Verleihung auch in den Kategorien „Bester Film“, „Beste Musik“ und „Beste männliche Nebenrolle“ (Sergei Garmasch) nominiert.
- Michail Uljanow erhielt für seine Rolle ebenfalls die Auszeichnung „Goldener Widder“ von der Gilde russischer Kinokritiker.

## Wissenswertes
Der Filmtitel wurde nach der sowjetischen Armeeauszeichnung „Woroschilow-Schütze“ benannt, welche in den 1930er Jahren an die besten Schützen der Roten Armee verliehen wurde. Die Auszeichnung ist wiederum nach dem sowjetischen Verteidigungsminister Kliment Woroschilow benannt.
Der Film wurde im Juli/August 1999 in Kaluga gedreht. Die fiktive Wohnung von Iwan Fjodorowitsch befindet sich an der Okruschnaja-Straße 4.
Der Film hatte in Russland und den GUS-Staaten einen großen Erfolg. Nach Angaben des Regisseurs Stanislaw Goworuchin soll der Hauptdarsteller Michail Uljanow „Säcke von Post“ erhalten haben, in welchen die Fans des Films ihre Sympathie bekundet haben.